# Alfred Noack

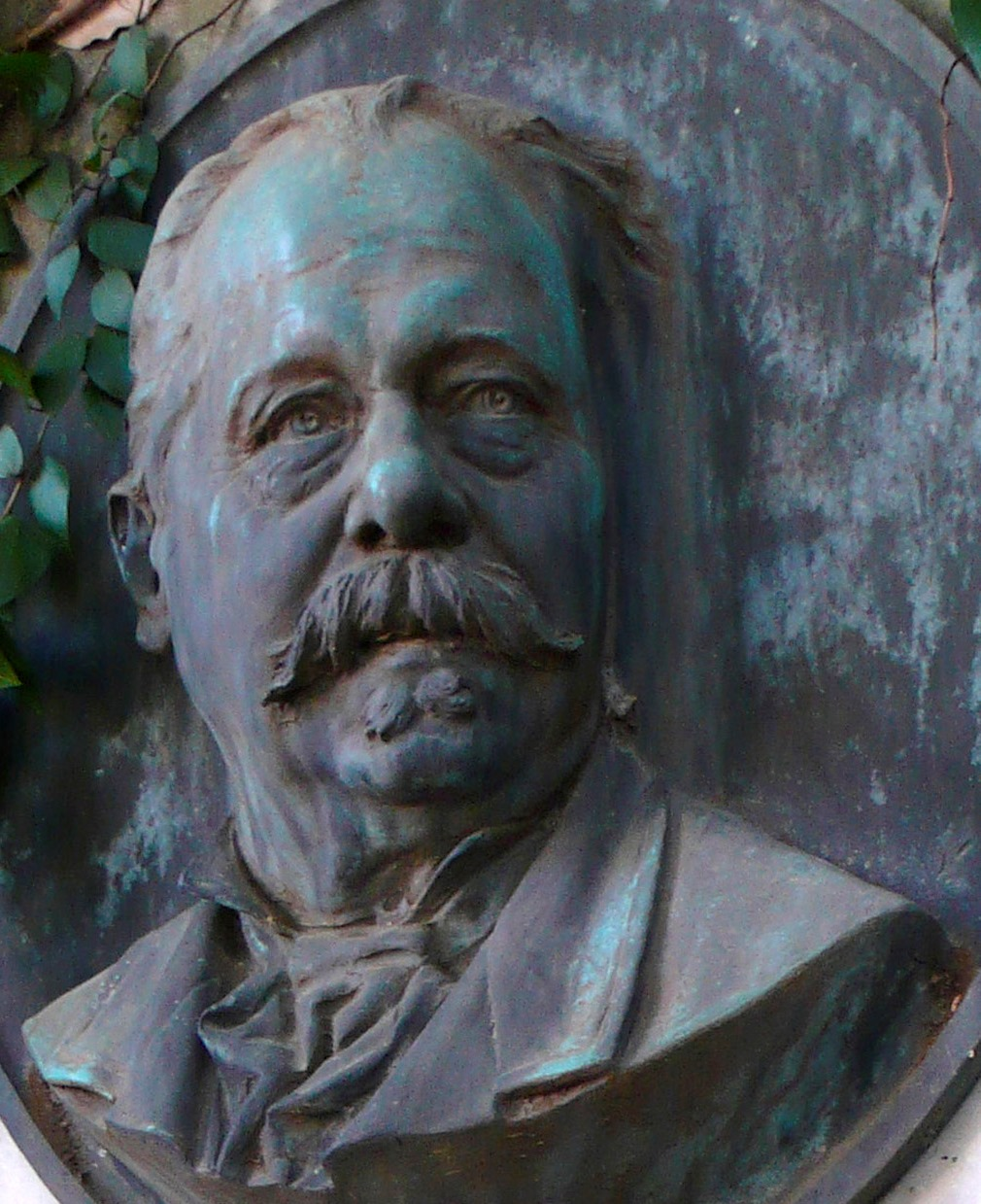
Grabstein mit Konterfei Noacks

Alfred Noack (auch Alfredo) (* 25. Mai 1833 in Dresden; † 1895 in Genua) war ein deutsch-italienischer Fotograf sächsischer Herkunft.
Noack studierte zunächst Xylographie bei Hugo Bürkner an der Akademie der Feinen Künste in Dresden. Zudem soll er Schüler von Hermann Krone gewesen sein. Im November 1856 zog er nach Rom und blieb dort vier Jahre lang. Vor Ort war er Mitglied des Deutschen Künstlervereins, danach ging er nach Genua und eröffnete ebenda ein Atelier. Er gilt mit seinen Veduten nachempfundenen Fotografien der Stadt und Liguriens, die in den 1860er-Jahren großen Anklang bei den Touristen fanden, als „Erfinder“ der italienischen Riviera.
Von 1865 bis 1871 war er Mitglied der Freimaurerloge Trionfo Ligure.
Ab den 1880er-Jahren verwendete er jedoch fotografische Verfahren, die es ihm gestatteten, auch die öffentliche Lebensweise in Genua festzuhalten. Nach seinem Tode wurde sein Negativarchiv von Carlo Paganini übernommen; dessen Erbin vermachte die circa 4.000 Negative 1926 der Stadt Genua.

Aus der Reihe Vedute dell’Alta Italia – der Bahnhof Genuas von der Terrasse der Villa Rosazza aufgenommen, im Vordergrund eine Aloe-Pflanze
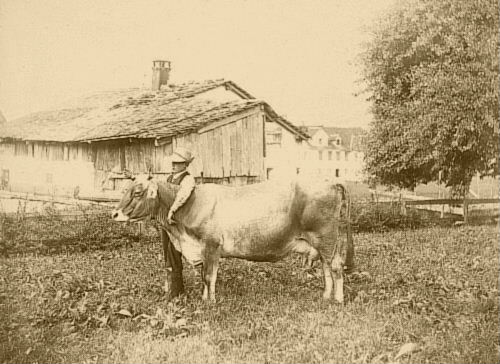
Aus der Reihe Costumi della Liguria – ein Bauer mit Kuh
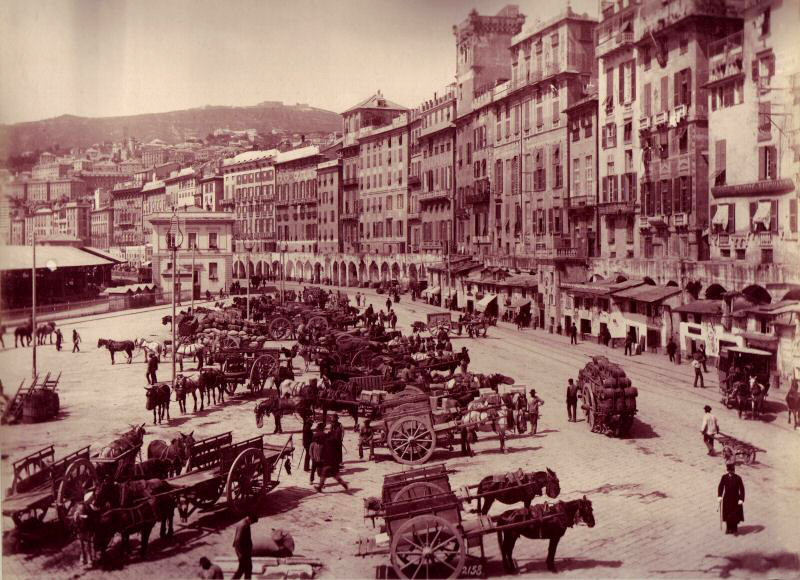
Die Piazza Caricamento in Genua
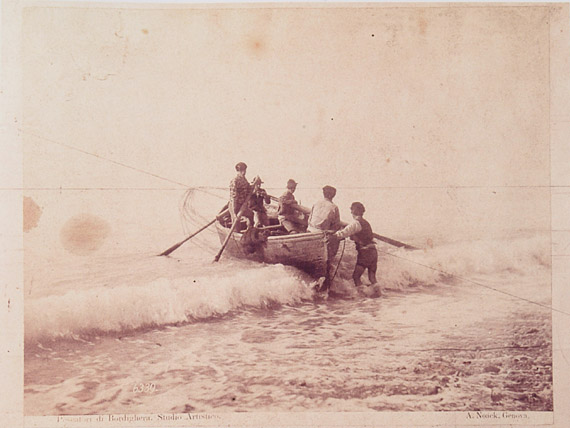
Pescatori di Bordighera. Studio artistico – Fünf Fischer mit Boot
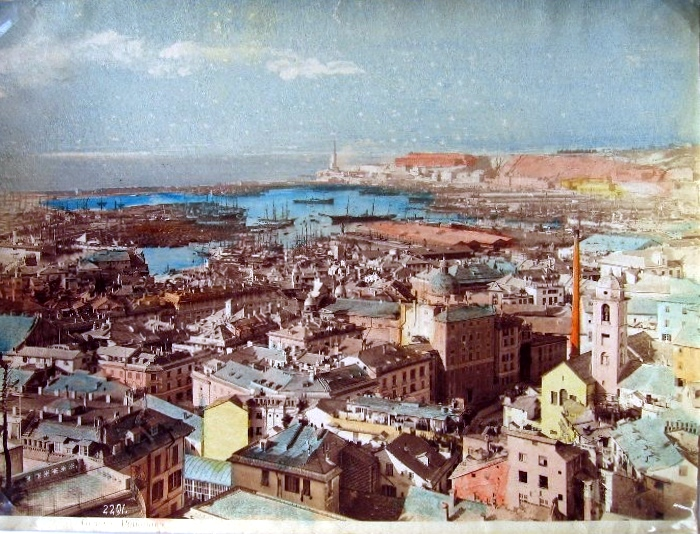
Coloriertes Panorama Genuas